# とろける〜じゅ
『とろける〜じゅ』は、少女漫画作品。作者は阿南まゆき。

## 概要
小学館の漫画雑誌『ちゃお』の増刊枠『ちゃおデラックス』2006年冬の大増刊号から同年夏の大増刊号まで4回発表され、さらにその間『ちゃお』本誌2006年6月号にも掲載された。その後『ちゃおデラックス』2007年冬の大増刊号から同年秋の増刊号まで連載された（ただしその間一回休載）。
単行本はちゃおコミックス（小学館）から全2巻。
作者の阿南は、第1話執筆前後に結婚、第7話執筆終了後に出産している。このことを単行本第2巻（最終巻）のおまけページで明らかにした後、「この作品は私生活と重なる部分があったので、思い出深い作品になった」とコメントしている。

## あらすじ
あまりにも平々凡々で、スーパーアイドルの寿のファンのでしかないはずの高校生・卯月なごみ。しかし、彼女は、実は、なんと、その寿の隠し妻だった。それゆえに、彼女は様々なトラブルに巻き込まれていくのだった……。

## 登場人物
卯月 なごみ（うづき なごみ）
現役女子高生でありながら、スーパーアイドルの寿と結婚してしまった、ある意味恐ろしい少女。実は寿とは幼なじみで、彼が芸能界でデビューする際、強引に彼について上京、16歳になったのを機に入籍した。彼のことを「ことちゃん」と呼ぶ。
家族（後述）は父と姉二人（母は既に故人）。
寿（ことぶき）
スーパーアイドルだが、なごみの危機のときには、自分の立場など全く考えずに体を張って彼女のことを守る、まさに漢（をとこ）の中の漢。
活動している世界が世界なだけに、かなりの女性達から言い寄られているが、なごみ以外の女性はまったく眼中にない。マネージャーの榊には、なごみとの結婚は絶対秘密として日頃から厳重注意されているが、寿自身は隠すつもりはないものの、なごみや彼女の家族に迷惑をかけたくないとして隠している。一度スキャンダルに追われた際は世間に公表してもいいと覚悟を決めていた。
16歳・高校1年生の時のなごみと籍を入れたことから考えれば、第1話の時点ではいくら若くても18歳に達しているとみていい。
榊（さかき）
フルネームは不明。寿のマネージャーを務める男性。怒りっぽく厳しい性格で、スーパーアイドルの寿が結婚していることを良く思っておらず、なごみにとって苦手な存在。
なごみの父親
フルネームは不明。娘の母校の小学校で教頭を務めている。厳格かつ真面目な性格で、寿のことはあまり良く思っていない。かつて高校教師を務めていた頃に当時生徒だった妻と出会い、結婚した。
いずみ
なごみの1番上の姉（30歳）。実家で夫と二人の娘と暮らしている。
のぞみ
なごみの2番目の姉（28歳）。実家の近所で一人暮らしをしている。
あやか
なごみの友人・さやかの妹。足の病を患っており、なごみと同じく寿の大ファン。
ある理由で「大人はウソつき」と心を閉ざしていたが、なごみと寿が結婚していることを知って驚愕し、寿の言葉と歌で心を開き、彼がスキャンダルに追われていたところを助けた。その後受けた手術は成功し、最終回では元気な姿で再登場する。
パパラッチ二人組（仮称）
寿のスキャンダルを狙っている謎の二人組。寿が自宅のマンションでなごみを抱き締めているところを盗撮してスキャンダルに追い込むが、寿に励まされて心を開いたあやかによって失敗に終わった。
その後、会社に頼んで大金をはたいたことでなごみと寿が夏休みに訪れた会員制の島に潜入し、再びスキャンダルを狙うが失敗に終わった挙げ句、寿が呼んだ屈強なガードマン二人に連行された。
最後までシルエットでの登場だったため、彼らの正体が明らかにされなかった。

## 単行本一覧
- とろける〜じゅ（全2巻）

1. 2006年10月発行 ISBN 9784091306593
2. 2007年12月発行 ISBN 9784091314956